# Svenska Spel
AB Svenska Spel är ett statligt bolag som verkar inom den reglerade spelmarknaden i Sverige. Bolaget är en sammanhållen koncern med koncerngemensamma funktioner, men spelverksamheten är uppdelad i tre separata affärsområden: Sport & Casino (spel på sport och hästar, nätcasino, nätpoker och nätbingo), Tur (nummerspel och lotter) samt Casino Cosmopol & Vegas (landbaserade kasinon i Stockholm, Göteborg och Malmö samt värdeautomater). Svenska Spels verksamhet kontrolleras av Spelinspektionen.
Företaget bildades den 1 januari 1997 genom en sammanslagning av de två statliga bolagen Svenska penninglotteriet och Tipstjänst. Huvudkontoret är placerat i Visby. Man bedriver försäljning via cirka 5 100 ombud, 1 700 restauranger, pubar och bingohallar samt via internet. Statens avkastning från Svenska Spel uppgår till cirka fem miljarder kronor årligen. 
Medarbetare inom Svenska Spel-koncernen kallas ofta Svenska Spelare.  

## Historia
1934 fick det privata bolaget Tipstjänst svenska statens tillstånd att starta sin verksamhet. Gösta Lilliehöök var statens representant i AB Tipstjänst från början av bolagets verksamhet. Tipstjänsts första generalinspektör Albert Ledin var en av de tre grundarna tillsammans med idégivaren och analytikern Erik Bergqvist och hans vän Sam Zuckerman.
1943 förstatligades företaget. Erik Bergqvist och de två andra grundarna innehade de enda privatägda aktieposterna i bolaget ända fram till 1970-talets omorganisation.
Vid Tipstjänsts 25-årsjubileum 1959 hade svenska folket tippat för närmare 1,8 miljarder kronor.
De två stora utmaningarna för Svenska Spel i början av 2000-talet var att freda det svenska monopolet mot EU:s konkurrensmyndighet och att försvara sina marknadsandelar mot utländska, internetbaserade aktörer.

### Viktiga händelser
- 1934: Stryktipset, Siffertipset och Pooltipset startade den 20-21 oktober
- 1939: Svenska penninglotteriet startade (beslutat i Riksdagen året före, för att möta konkurrensen från utländska lotterier[5])
- 1962: Pooltipset försvann och ersattes av Poängtipset
- 1971: Bellmanlotteriet startade
- 1980: Lotto, det första spelet utan koppling till idrotten, lanserades och Siffertipset togs bort
- 1983: Måltipset introducerades och Poängtipset lades ned
- 1984: Joker startades som tilläggsspel på Tipset och Lotto
- 1986: Oddset hade premiär. Premiär för skraplotten Triss
- 1989: Flax startades, en form av Lottospel med dragning i TV på onsdagar
- 1992: Eurotips lanserades
- 1993: Italienska stryktipset hade premiär. Flax lades ned och ersattes av Viking Lotto
- 1994: Tipsbingo, ett bingospel online, introducerades
- 1995: Lotto-Express, med dragning var femte minut, startades på prov i Västmanlands län
- 1996: Jack Vegas, ett värdeautomatspel för restauranger, lanserades i Sverige och Lotto Express gick ut i hela landet
- 1 januari 1997: Tipstjänst slogs ihop med Penninglotteriet och blev AB Svenska Spel
- 1998: Svenska Spel lanserade spel via internet
- 2005: Drömvinsten lanserades
- 2006: Lansering av Nätpoker
- 2007: Limbo lanserades, för att senare läggas ner på grund av omfattande bolagsspel
- 2007: Svenska Spels första bingohall öppnades i Sundbyberg
- 2010: 18-årsgräns infördes på lotter i butik[6]
- 2011: Svenska Spel startade det oberoende Forskningsrådet, som fick i uppdrag att årligen dela ut 5 miljoner kronor till forskningen om spelproblem[7]
- 2012: Lansering av Gräsroten som innebär att Svenska Spels kunder bestämmer vilka idrottsföreningar som ska få dela på 50 miljoner kronor
- 2013: Spelkort på Vegas gör det möjligt att sätta gränser i tid och pengar. Bonusar och rabatter togs bort. Eurojackpot lanserades i Sverige[8]
- 2014: Svenska Spel införde obligatorisk registrering av samtliga spel (undantaget lotter och Casino Cosmopol)[9]
- 2015: Nya sponsringsavtal tecknades med Svenska Ishockeyförbundet och HockeyAllsvenskan till ett värde av 171 miljoner kronor över en sexårsperiod[10]
- 2017: Lansering av en ny pokerplattform[11], relansering av Vikinglotto, Challenge, samt Nordens första crapsbord på Casino Cosmopol[12]
- 2018: Ett nytt sponsringsavtal tecknades med Elitfotboll Dam (EFD). Det nya avtalet sträcker sig till och med 2023 och är totalt värt 145 miljoner kronor, en ökning med 60 procent jämfört med det tidigare avtalet.[13]
- 2019: Den nya spellagstiftningen började gälla 1 januari och Svenska Spel uppdelades i tre delar: Sport & Casino (som också är ett eget bolag och verkar på den konkurrensutsatta marknaden), Tur och Casino Cosmopol och Vegas.
- 2019: Nya sponsringsavtal skrevs med Sveriges Olympiska Kommitté[14] (SOK) och Svenska Skidförbundet längd[15].
- 2020: På grund av uteblivet sportspelsutbud med anledning av den pågående Covid-19-pandemin erbjöds under drygt tre vårmånader inget Stryktips.
- 2020: Svenska Spels styrelse valde att avveckla Casino Cosmopols verksamhet i Sundsvall.[16]
- 2020: Svenska Spel Sport & Casino inledde samarbete med det franska spelbolaget PMU och började erbjuda spel på fransk och internationell hästkapplöpning.[17]

## Utbud

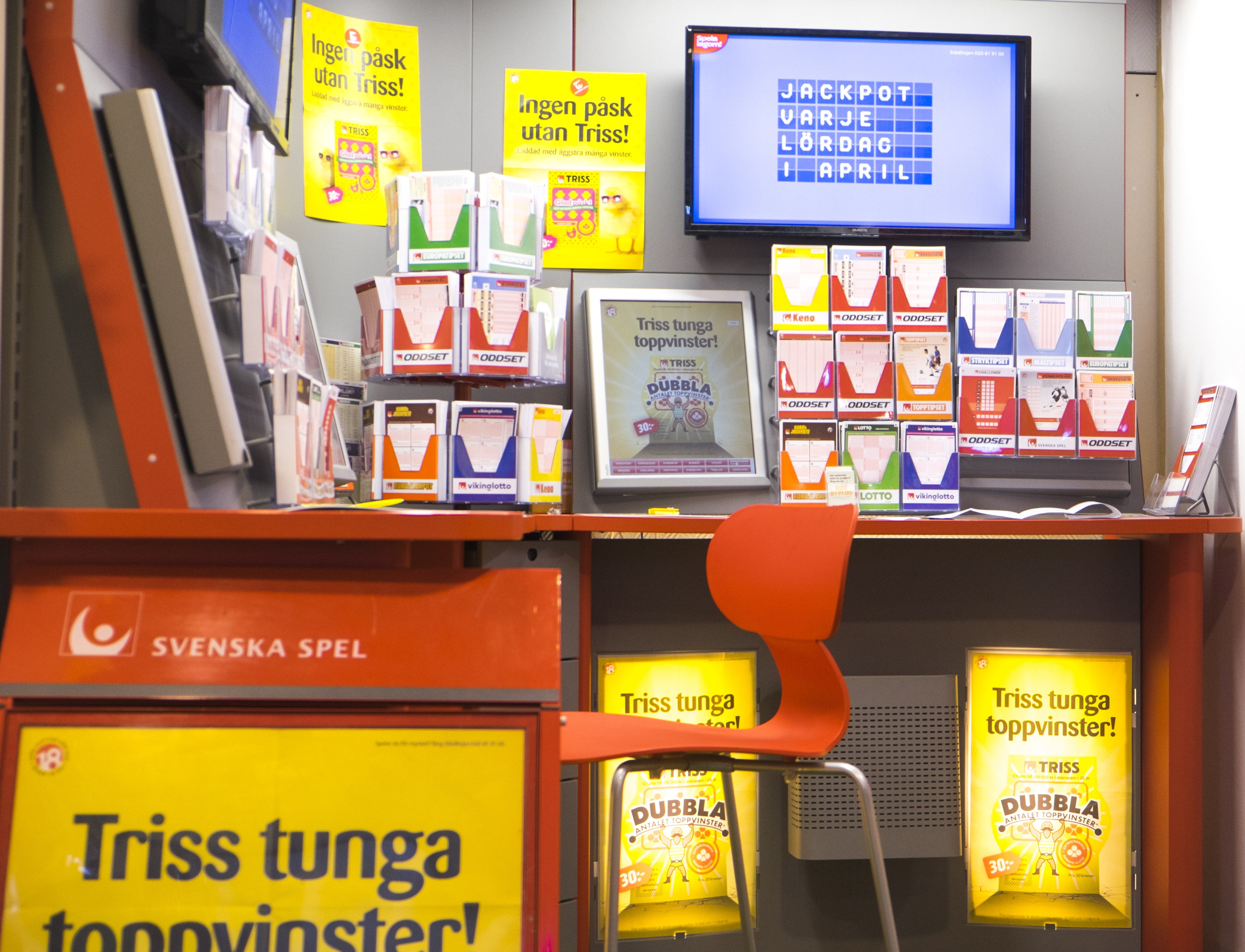
Olika spel från Svenska Spel.

Dessa är de olika spel som Svenska Spel tillhandahåller:

### Sportspel
Ett antal spel handlar om att slå vad om utkomsten på olika sporthändelser. Ett flertal av dessa handlar om fotboll, nämligen Stryktipset, Europatipset, Topptipset och Måltipset. Dessutom finns ett ishockeytips, nämligen Powerplay. I Oddsetspelen (Lången, Matchen, Live, Mixen och Bomben) tippar man på olika sporter, som fotboll, ishockey, handboll, bandy, innebandy, golf och tennis, med mera.
Svenska Spel hade fram till 30 december 2005 också vadslagning på hundar, så kallad Greyhound racing. De olika hundspelen hette Enkel 3, Dubbel 3, Vinn 3 och Vinn 8.

### Nummerspel
Ett antal av Svenska Spels spel kan klassas som nummerspel. Dessa är Lotto, Joker, Keno, Vikinglotto och Eurojackpot.

#### Bingo
Med start på Stationsgatan i Sundbyberg inledde Svenska Spel 2007 sin bingosatsning. Man siktade initialt på att ta över omkring 70 bingohallar i Sverige men på grund av försenade tillstånd från berörda myndigheter var det länge osäkert när satsningen skulle kunna påbörjas. Målsättningen mildrades av dessa skäl till omkring 20-25 hallar totalt, en siffra som även den kom att revideras ned av politiska skäl. Den 15 augusti 2007 kom bingoalliansen och Svenska Spel överens om alla detaljer och tisdagen den 28 augusti 2007 gav Lotteriinspektionen sitt typgodkännande av Svenska Spels bingoutrustning.
Detta innebar att Svenska Spel kunde ta över det som tidigare var Riksettan bingo på Sturegatan den 12 september 2007 och man flyttade då verksamheten till Stationsgatan. Detta blev Svenska Spels första bingohall i Sverige. Vidare togs Skärholmen över den 25 september 2007. Hötorget (Kungshallen) stängde den 9 oktober och öppnade igen i Svenska Spels regi den 8 november 2007. Fridhemsplan (som tidigare hette Nöjespalatset - eller Joker och LasVegas - som låg på Drottningholmsvägen, togs över den 29 november 2007 men flyttade till ny lokal på St Eriksgatan först 26 februari 2008. Hallen vid St Eriksgatan var tänkt att bli Svenska Spels flaggskepp. På grund av vattenskador invigdes inte den nya hallen förrän den 27 februari 2008 istället för, som tänkt, 25 oktober 2007, en försening på 4 månader således. En officiell invigning med Bindefeldt ägde rum den 5 mars 2008 under stort mediepådrag.
Under 2008 planerade Svenska spel preliminärt att ta över driften av ytterligare omkring tio hallar. Den första av dessa blev Jönköping som invigdes den 25 januari 2008 och den 23 maj 2008 invigdes hallen i Borås. I januari 2009, efter att Svenska Spel satsat 270 miljoner kronor fram till slutet av 2008 (av detta var 87 miljoner stabskostnader) beslöt man sig dock för att avbryta bingosatsningen i hall efter att den statliga spelutredaren Jan Nyrén presenterat sina förslag. Hallarna återlämnades den 1 juni 2009 till allianserna och samtliga hallar i Svenska Spels bingokedja togs då över av Ulf Westin och det nybildade driftbolaget Norvac Bingokonsult AB. Borås och Jönköping dock togs över med en månads förskjutning, det vill säga först den 1 juli lämnade Svenska Spel ifrån sig även dessa hallar.

### Lotter
Lotter, ofta så kallade skraplotter, säljs i vanliga affärer samt  digitalt på internet. Det är Triss, Skrapbingo med flera.

### Värdeautomater
De enda legala spelautomaterna i Sverige är Svenska Spels Vegas (tidigare Jack Vegas), som endast finns på restauranger med utskänkningstillstånd samt i bingohallar.

### Kombinationsspel
Kombinationsspel är en blandning av olika spel. Dessa kallas "färdiga spelpåsar" av Svenska Spel och inkluderar Lördagsgodis (turspel) och Rubbet (nummerspel).

### Poker
Poker tillhandahålls på Sveriges statliga kasinon och sedan 30 mars 2006 erbjuder Svenska spel även poker via Internet. 

## Spelakademin
Spelakademin är ett årligt branschmöte där alla aktörer, beslutsfattare och medierepresentanter ska känna sig hemma. Svenska Spel stod tidigare som arrangör men 2018 övertogs ansvaret av branschorganisationen SPER.
Den första Spelakademin genomfördes 1992, idén kom från Penninglotteriets dåvarande vd Leif Forsberg.

## Verkställande direktörer
- Meg Tivéus, 1997–2004
- Jesper Kärrbrink, 2004–2008
- Meta Persdotter, 2009–2010
- Lennart Käll, 2011–2018
- Marie Loob, 2018 (tf.)
- Patrik Hofbauer, 2018–2024
- Erik Strand (tf.) (tf.) 2024-02-01 - 2024-06-16
- Anna Johnson 2024-06-17-